# Torneio Super Four Eletrobrás de Basquete
Torneio Super Four Eletrobrás de Basquete é um torneio de basquete, disputado no Brasil.

## Edições
| Edição | Ano  | Local de Disputa                          | Campeão   | Ref.  |
| ------ | ---- | ----------------------------------------- | --------- | ----- |
| I      | 2009 | Rio de Janeiro (Ginásio do Maracanãzinho) | Brasil    | [ 3 ] |
| II     | 2012 | Foz do Iguaçu                             | Brasil    | [ 4 ] |
| III    | 2013 | Anápolis-GO                               | Argentina | [ 5 ] |